# Litoria axillaris
Espèce
Litoria axillaris est une espèce d'amphibiens de la famille des Pelodryadidae.

## Répartition
Cette espèce est endémique du Kimberley en Australie-Occidentale. Elle se rencontre dans la réserve naturelle de la Prince Regent River.

## Description
Litoria axillaris mesure de 22,0 à 25,5 mm.

## Publication originale
- Doughty, 2011 : An emerging frog diversity hotspot in the northwest Kimberley of Western Australia: another new frog species from the high rainfall zone. Records of the Western Australian Museum, vol. 26, p. 209-218 (texte intégral).